# Polypoetes longipalpis
Polypoetes longipalpis är en fjärilsart som beskrevs av W. Warren 1901. Polypoetes longipalpis ingår i släktet Polypoetes och familjen tandspinnare. Inga underarter finns listade i Catalogue of Life.